# 南极海冰

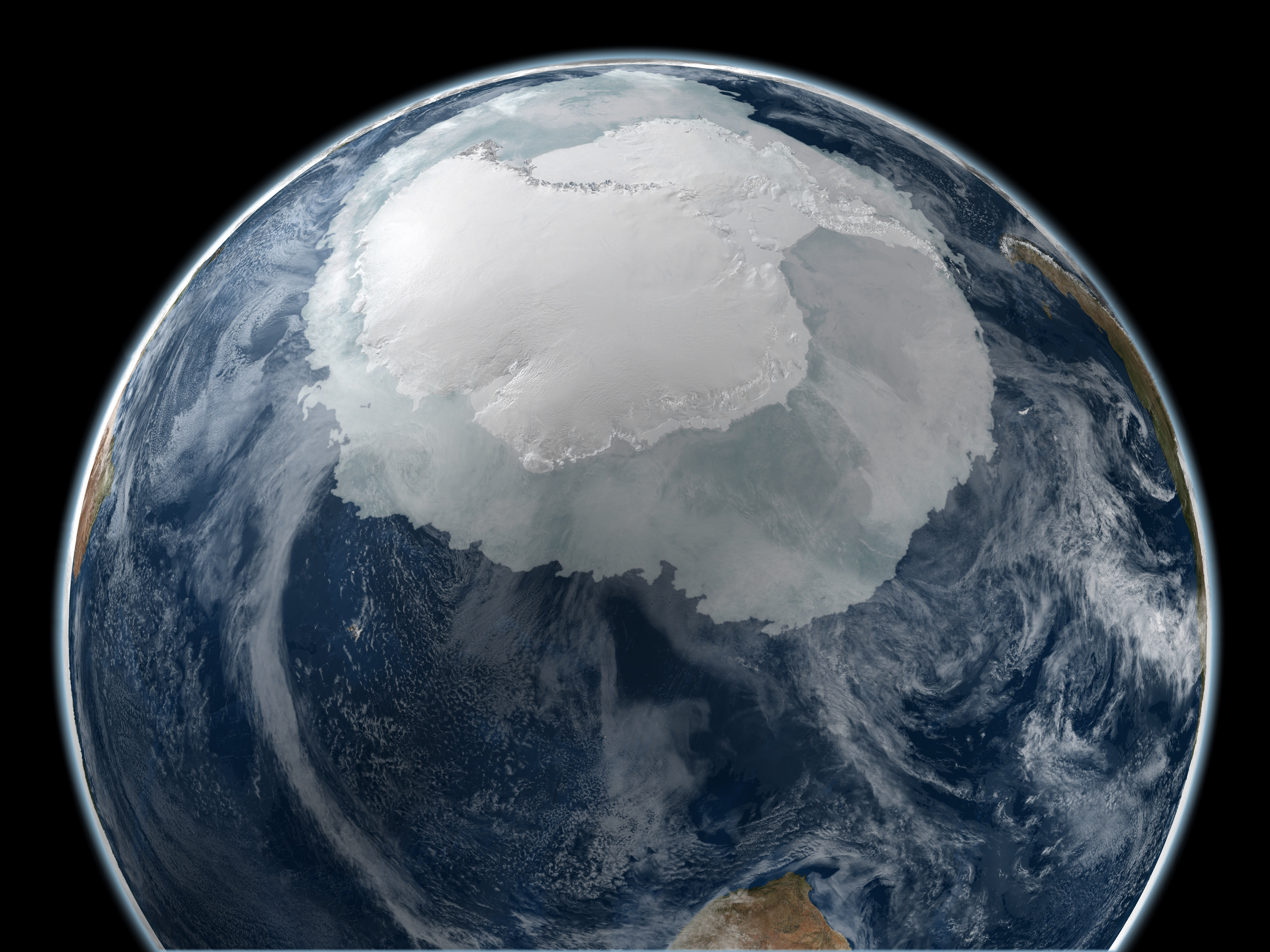
2005年9月21日的南極海冰

南极海冰是指位於南冰洋的海冰。 南极海冰通常厚度不到几米。夏季南极海冰厚度一般在1.5米左右，在某些海区冰厚可达2.0米左右。21世紀以來，南极海冰面积屢創新低。